# Шарифжанов, Измаил Ибрагимович
Измаи́л Ибраги́мович Шарифжа́нов (тат. Измаил Ибраһим улы Шәрифҗанов; 23 июня 1940, Ишимбай, Башкирская АССР — 19 марта 2024, Казань, Россия) — советский и российский историк. Доктор исторических наук (1990). Профессор (с 1992) Института международных отношений, истории и востоковедения Казанского университета. Заслуженный деятель науки Российской Федерации (2010), Заслуженный деятель науки Республики Татарстан (1997), Заслуженный профессор Казанского университета (2010).

## Образование
Окончил историко-филологический факультет Томского университета им. Куйбышева (1964). Завершил обучение в аспирантуре и докторантуре.
Кандидат исторических наук (1969), тема: «Актон и современная англо-американская историография», научный руководитель проф. А. И. Данилов.
Доктор исторических наук (1990), тема: «Эволюция теоретико-методологических основ английской немарксистской историографии в XX веке (1900—1980 гг.)».
Умер 19 марта 2024 года в возрасте 83 лет.

## Преподавательская деятельность
В 1964—1969 годах работал в Томском университете: ассистент, младший научный сотрудник кафедры истории древнего мира и средних веков.
После 1969 — доцент кафедры философии Казанского педагогического института. С 1987 доцент кафедры всеобщей истории, в 1991—2010 годах заведующий кафедрой новой и новейшей истории, затем профессор кафедры зарубежной истории и регионоведения в Институте международных отношений, истории и востоковедения КФУ.

## Основные работы
Исследования в основном посвящены историографии Англии в новое время, истории парламентаризма в новое и новейшее время. Среди них:
- Современная английская историография буржуазной революции XVII в.: основные идейно-методологические тенденции и направления: учебное пособие. М., 1982;
- Судьбы либеральной философии истории: Актон и современная англо-американская историография. Казань, 1989;
- The liberal idea of the English state: Hobbes to Locke // Parliaments, Estates and Representation. London, 1999. Vol. 19;
- Modern parliamentary history: in search of methodological consensus // Parliaments, Estates and Representation. London, 2001. Vol. 21;
- Польские профессора и преподаватели в императорском Казанском университете. Казань, 2002;
- Александр Иванович Данилов, 1916—1980. Казань, 2002;
- Английская историография в XX веке: основные теоретико-методологические тенденции, школы и направления. Казань, 2004;
- Theparliament of Tatarstan, 1900—2005 // Parliaments, Estates&Representation. Aldershot, 2007. Vol. 27;
- «Изолированная страна»: история России на страницах школьных учебников США и Западной Европы. 2-еизд. Казань, 2009;
- The Crown and parliament. The tragic fates of English King Charles I and Russian Tzar Nicholas II: a comparative study // Studies presented to the International commission for the history of representative and parliamentary institutions. London, 2010. Vol. 85;
- Исторические связи Казани с Польшей и Германией (XIX — начало XX вв.) // Россия, Польша, Германия в европейской политике: исторический опыт взаимодействия и императивы сотрудничества. М., 2012.

## Общественная деятельность
В 1978—1979 годах член советско-американской смешанной комиссии по школьным учебникам истории и обществоведения. Член комиссии ЮНЕСКО по школьным учебникам (1992—2014). Член Международной комиссии по истории парламента и представительных учреждений (1992—2014). Член Комиссии историков России и Польши (РАН и Польская АН; с 1995). Главный редактор ежегодника «ClioModerna. Зарубежная история и историография» (с 1999).